# 산텔모궁

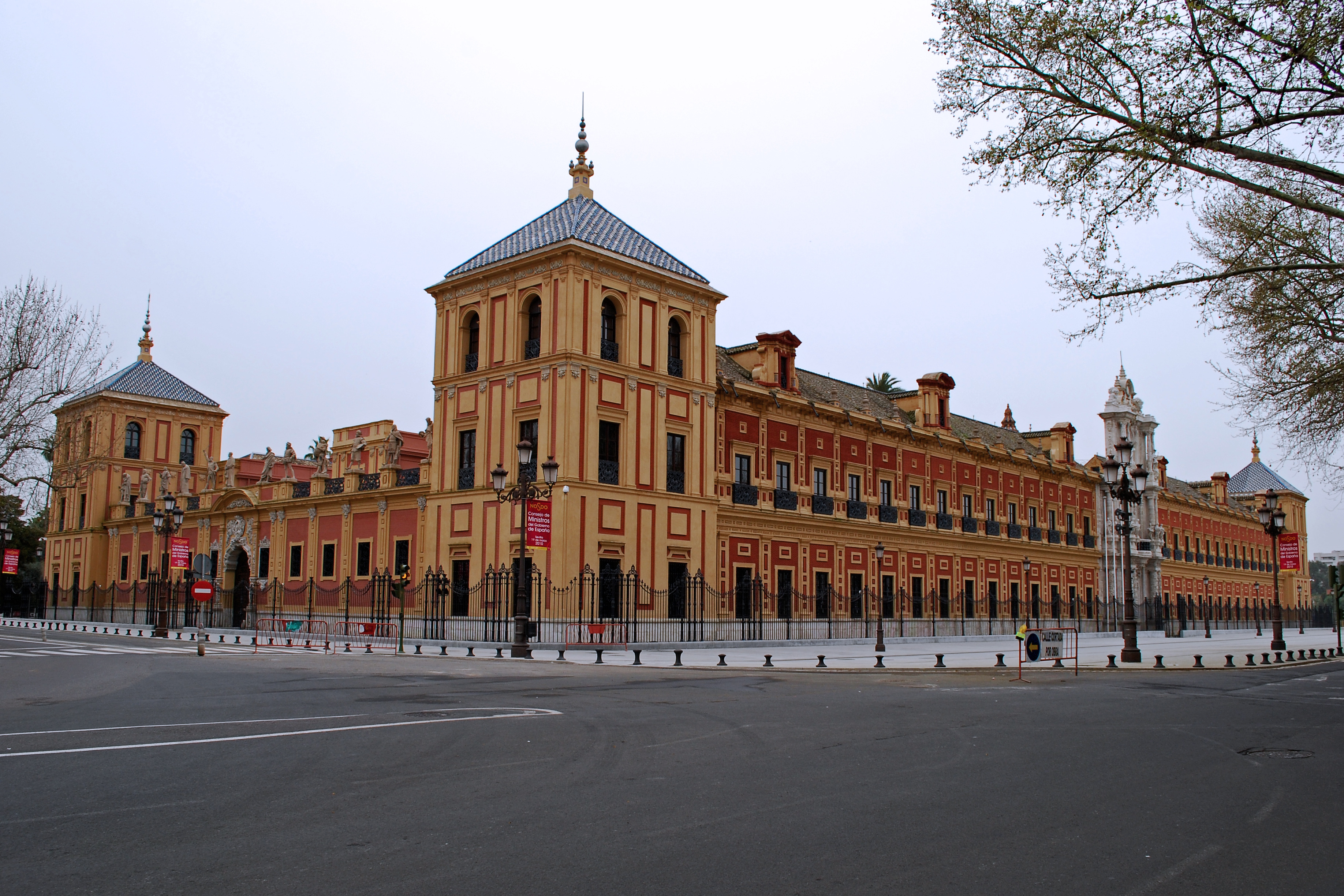
산 텔모 궁전

산 텔모 궁전(스페인어: Palacio de San Telmo)은 스페인 세비야에 있는 궁전이다.